# Ribbed
 (juin 2023).
Si vous disposez d'ouvrages ou d'articles de référence ou si vous connaissez des sites web de qualité traitant du thème abordé ici, merci de compléter l'article en donnant les références utiles à sa vérifiabilité et en les liant à la section « Notes et références ».
Albums de NOFX
S&M Airlines
(1989) Maximum Rock and Roll
(1992)
Ribbed est le troisième album studio du groupe californien de punk rock NOFX. Fat Mike, chanteur, bassiste et compositeur du groupe, le considère comme leur premier vrai disque. L'album s'est vendu à environ 8 000 exemplaires lors de sa sortie. 
C'est leur dernier album en compagnie de Steve Kidwiller à la guitare solo qui quittera le groupe l'année de sa sortie à cause des longues tournées se déroulant dans des conditions misérables et à cause du manque de popularité de NOFX à cette époque-là. Il explique quand même dans la biographie NOFX : Baignoires, hépatites et autres histoires qu'il a un excellent souvenir de l'enregistrement de Ribbed.
Durant le mixage de cet album  qui fut le dernier de NOFX produit par Brett Gurewitz, le guitariste de Bad Religion, les membres du groupe luttèrent pour avoir leur propre son et non un son semblable à ce groupe-ci comme ce fut le cas pour S&M Airlines.
En 2018, NOFX sortira l'album Ribbed: Live in a Dive, un enregistrement d'un concert de 2012 où le groupe avait joué  Ribbed dans son intégralité.

## Thèmes des chansons
La chanson Green Corn (soit maïs vert) traite de la difficulté de vie des musiciens lorsqu'ils étaient en tournée.
The Moron Brothers parle du duo Erik Sandin (batteur de NOFX) et DJ (ami adolescent à lui) qui ne pouvait s'empêcher de créer la pagaille et de faire des bêtises en permanence. Ils sortaient dans les rues complètement ivres et sous drogues afin de dégrader de nombreux biens publiques ou s'amusaient à faire "un concours de celui qui couche avec le plus de filles" . Les "Moron Brothers" (soit frères teubés) étaient également connus pour chercher l'embrouille à n'importe qui et pour commettre de nombreux délits plus ou moins violents.
Shower Days fait référence à l'hygiène négligé des membres. 
Dans le titre New Boobs on entend Steve Kidwiller fracasser une guitare au sol. L'ingénieur du son lui avait dit de surtout faire bien attention au micro car ils n'allaient enregistrer la démolition qu'en une prise. Finalement le micro s'est quand même fait heurté. À la fin du morceau, on entend également de nombreux amis des membres du groupe chanter en chœurs. 
Together On The Sand est en fait une adaptation jazz de la chanson Crazy Train de Ozzy Osbourne par Kidwiller. 
The Malachi Crunch clot l'album et rend hommage à un adolescent s'étant fait abattre lors d'un concert de NOFX. Les membres du groupe furent choqués et plein de remords car ils avaient vu le jeune garçon timide quelques heures avant le concert et lui avaient proposé de venir les voir.

## Pistes
1. Green Corn – 1:44
2. The Moron Brothers – 2:26
3. Shower Days – 2:10
4. Food, Sex & Ewe – 1:47
5. Just the Flu – 2:03
6. El Lay – 1:14
7. New Boobs – 3:27
8. Cheese/Where's My Slice – 2:16
9. Together on the Sand – 1:11
10. Nowhere – 1:34
11. Brain Constipation – 2:24
12. Gonoherpasyphilaids – 1:43
13. I Don't Want You Around – 1:39
14. The Malachi Crunch – 2:53